# 9240 Nassau
9240 Nassau este un asteroid din centura principală de asteroizi.

## Descriere
9240 Nassau este un asteroid din centura principală de asteroizi. A fost descoperit pe 31 mai 1997 la Kitt Peak National Observatory în cadrul proiectului Spacewatch. El prezintă o orbită caracterizată de o semiaxă mare de 3,13 ua, o excentricitate de 0,21 și o înclinație de 7,2° în raport cu ecliptica.